# Dara-Anastasiupolis
Dara-Anastasiupolis was een Byzantijns fort op de grens met het Perzische Rijk. Het kende zijn hoogdagen tussen 505 en 639. Het speelde een belangrijke rol in de Romeins-Perzische oorlogen. Het ligt op 18 km. ten westen van Nisibis.

## Geschiedenis
Het werd gesticht ten tijde van keizer Anastasius I, als "...een toevluchtsoord voor het leger in waar zij kunnen rusten, en hun wapens herstellen...". De nieuwe stad werd gebouwd op drie heuvels, op de hoogste stond de citadel, er was een groot pakhuis, een openbaar bad en waterreservoirs. De stad kreeg de naam Anastasiopolis (Grieks: Ἀναστασιούπολις).
Na de Slag bij Dara in 530 werd de stad grondig gerenoveerd. In 573-574 werd de stad veroverd door de Sassaniden. Op het einde van de Byzantijns-Sassanidische oorlog (572-591) werd de stad teruggegeven aan de Byzantijnen. Tijdens de Byzantijns-Sassanidische oorlog (602-628) gebeurde nog eens hetzelfde.
Met de Islamitische veroveringen in 639 ging de stad definitief verloren en verloor het ook zijn betekenis.